# Ted McCarty
Theodore Milson McCarty (octobre 1909 – avril 2001) est président de la firme Gibson Guitar Corporation de 1950 à 1966, période généralement considérée comme l'âge d'or de la marque de guitares Gibson. Il est considéré comme un pionnier de la conception et de la construction de guitares électriques.

## Biographie
Né en 1909 dans le Kentucky, Ted MC Carty commence sa carrière en 1936 chez le fabricant d'orgues Wurlitzer, après des études universitaires d'ingénierie. Il quitte Wurtlitzer pour entrer chez Gibson comme vice-président en 1949, puis en prend la tête l'année suivante en tant que président.
Durant sa présidence, et sous son impulsion personnelle, la marque développe de nombreux modèles innovants, et la production est multipliée par vingt (dépassant 100 000 pièces annuelles).
Parmi les nouveautés lancées par Gibson durant la présidence de McCarty, on peut citer plusieurs modèles devenus des grands classiques et véritables références dans le monde de la guitare électrique
- la Gibson ES-175
- la Gibson Les Paul
- la Gibson ES-335
- la Gibson SG
- les guitares « Modernistiques[3] » : Flying V, Explorer, et Moderne (qui ne fut pas commercialisée pendant sa présidence),
- la Firebird,

ainsi que des équipements dont certains sont aujourd'hui devenus des standards :
- la plaque micro adaptable[4]
- le chevalet Tune-o-matic[5]
- le micro humbucker

Dans sa démarche d'innovation, Ted McCarty se montre à l'écoute des guitaristes (il ne l'est pas lui-même), pour proposer des produits répondant à leurs besoins, tout en étant attentif au positionnement marketing et aux distributeurs de la marque. L'image de « fabricant traditionnel » que Gibson entretient depuis sa création se démarque des productions de la société Fender qui, précisément, commence à révolutionner la guitare amplifiée en proposant des modèles à corps plein (solid body) au début des années 1950. La vague novatrice que crée Fender dans le monde de la guitare pousse McCarty à sortir Gibson de son carcan conventionnel en introduisant à son tour un modèle à corps plein en 1952 (la Les Paul, dont le succès à cette époque sera limité), puis les modèles « modernistiques », considérés un peu trop futuristes à l'époque de leur sortie (1958).
Ted McCarty quitte Gibson en 1966 et rachète la firme Bigsby (fabricant de guitares et de systèmes de vibrato pour guitares) à son fondateur Paul Bigsby. Il cède l'entreprise en 1999 à la Gretsch Guitar Company, mais en garde la tête jusqu'à sa mort en 2001.
En parallèle, il est sollicité en qualité de consultant par Paul Reed Smith, pour l'aider à développer sa marque PRS au début des années 1980. Le modèle signature « PRS McCarty », proposé en 1994, devient une des guitares les plus représentatives de la marque. Une ligne de micros crée par PRS prend également le nom de McCarty.

## Liens
- Inventor of the Week (en.)
- Le modèlePRS McCarty
- (en.)
- Notices d'autorité :   - VIAF
  - ISNI
  - LCCN
  - GND
  - WorldCat